# Mika
Michael Holbrook Penniman (* 18. srpna 1983) je populární britský zpěvák libanonsko-amerického původu, známý pod uměleckým pseudonymem Mika.

## Život a kariéra
Mika se narodil v libanonském Bejrútu jako prostřední z pěti dětí Joannie a Michaela Holbrook Pennimana, matce libanonského původu a otci ze Spojených států. Když mu bylo kolem jednoho roku, rodina byla nucena opustit válkou postižený Libanon a odstěhovat se do Paříže, kde po poslechu písně „Heart-Shaped Box“ od Nirvany napsal svoji první píseň. V jeho devíti letech se rodina přestěhovala do Londýna, kde už ale nežije. Jeho druhým domovem se stala Itálie, konkrétně Milán a v Itálii má i svoji televizní show "Stasera Casa Mika" na kanálu Rai 2 kam si zve umělce z showbyznysu. Mika hovoří plynně italsky.
Do povědomí veřejnosti se Mika dostal díky svým písním Relax, Take It Easy a hlavně Grace Kelly z alba Life in Cartoon Motion, která ho vynesla na první místo v britském žebříčku populární hudby. V červnu 2009 Mika vydal EP v omezeném nákladu se čtyřmi novými skladbami nazvané Songs for Sorrow a v září téhož roku vydal druhé studiové album The Boy Who Knew Too Much, jehož pilotní singl nesl název We Are Golden. Po celosvětovém turné začal Mika psát a natáčet materiál pro své třetí album The Origin of Love, které vyšlo v září 2012. V červnu 2015 vyšlo album, No Place in Heaven. Zatím poslední Mikovo album s názvem My Name Is Michael Holbrook vyšlo v květnu 2019.
Mika má značný hlasový rozsah, někdy je mu přičítáno až pět oktáv. V roce 2010 byl ve Francii jmenován rytířem uměleckého řádu.
V roce 2007 pro Herald Sun reagoval na úvahy o tom, že drží svou sexualitu pod pokličkou z obav o úspěch na americkém hudebním trhu a že se příliš obává sexuálních tabu, takto: „Kdybych se bál sexuálních tabu, určitě bych nenatočil takové album, jaké jsem natočil. Je to spíš věc sebeúcty.“ Poukázal přitom na svou skladbu Billy Brown o ženatém muži majícím homosexuální aférku. V rozhovoru pro americký gay magazín Out později uvedl: „Můžu mluvit o svých názorech, můžu mluvit o své hudbě, můžu psát svou hudbou příběhy o svých názorech nebo svém osobním životě. Ale nechci mluvit o nálepkách, o přehnané kategorizaci věcí, protože nálepky jsou něco, s čím jsem nikdy nesouhlasil — prostě proto, že sám do nich ve svém osobním životě nezapadám.“ (...) „Píšu písničky — to především. Nechci politizovat sebe nebo svůj život. Jsem tím čím jsem.“
V září 2009 v rozhovoru pro nizozemský magazín Gay & Night k otázce své sexuality prohlásil: „Nikdy jsem sám sebe nenálepkoval. Ale když o tom mluvíme, nikdy jsem svůj život neomezoval, nikdy jsem se neomezoval v tom, s kým spím... Říkejte mi jak chcete. Říkejte mi bisexuál, když už pro mě potřebujete termín...“ V srpnu 2012 pak v rozhovoru pro gay magazín Instinct uvedl: „Když se zeptáte, jsem-li gay, řeknu ano. Jsou ty písničky o mém vztahu s mužem? Říkám ano. A je to jen díky mé hudbě, že jsem našel sílu vyrovnat se se svou sexualitou víc než jen v kontextu svých textů. Tohle je můj skutečný život.“

## Diskografie
- Life in Cartoon Motion (2007)
- The Boy Who Knew Too Much (2009)
- The Origin of Love (2012)
- No Place in Heaven (2015)

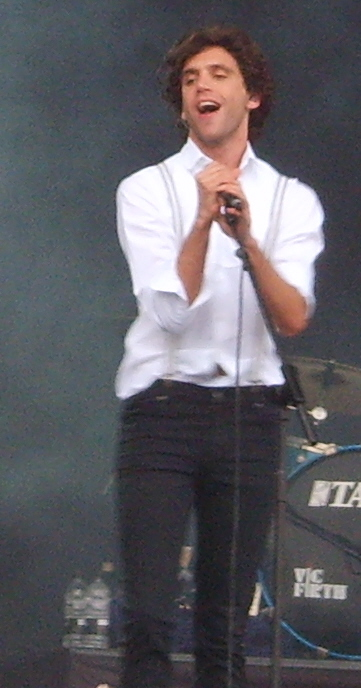
Mika na festivalu V, 2007

- My Name Is Michael Holbrook (2019)
- Zodi & Téhu, frères du désert (soundtrack) (2023)
- Que ta tête fleurisse toujours (2023)